# Shimazu Yoshihiro
Shimazu Yoshihiro est un nom japonais traditionnel ; le nom de famille (ou le nom d'école), Shimazu, précède donc le prénom (ou le nom d'artiste).
Shimazu Yoshihiro (島津 義弘, né le 21 août 1535 et mort le 30 août 1619) est le deuxième fils de Shimazu Takahisa et le frère cadet de Shimazu Yoshihisa. Il a été traditionnellement cru qu'il est devenu le dix-huitième chef du clan Shimazu après Yoshihisa, mais il est actuellement estimé qu'il lui a laissé sa place, pour finalement le succéder ensuite.

## Biographie
Il est un grand guerrier, notamment en 1572 où il est victorieux contre le clan Itō à la bataille de Kizaki (où Yoshihiro mène à la victoire 300 samouraïs Shimazu contre 3 000 du clan Itō), sous le commandement de son frère Shimazu Yoshihisa. Il contribue grandement à l'unification de Kyūshū. En 1587, face à l'armée de Toyotomi Hideyoshi qui cherche à pacifier Kyushu, Yoshihiro s'empresse d'une guerre, même après que Yoshihisa, son frère et le chef du clan, se soit rendu. Ensuite, ce dernier demande à plusieurs reprises la cession, mais Yoshihiro le fait finalement. Après que Yoshihisa devienne moine bouddhiste, il croit qu'il est devenu le chef du clan mais le pouvoir est resté dans les mains de Yoshihisa.
Par la suite, Yoshihiro s'avère un excellent général parmi les vassaux de Hideyoshi. En 1592 et 1597 durant la guerre Imjin, Yoshihiro met le pied sur la péninsule coréenne et peut mener une série de batailles. En 1597, avec l'aide de Tōdō Takatora, Katō Yoshiaki et Konishi Yukinaga, Yoshihiro vainc la marine de Won Kyun. À la bataille de Sacheon (泗川) en 1598, face à l'armée Ming comptant 37 000 soldats, Yoshihiro les vainc avec seulement 7 000 hommes. Ses troupes sont aussi appelées Oni shimazu (littéralement : les « démons » ou « ogres Shimazu ») par Ming. Lors de la dernière bataille de la guerre (bataille de No Ryang), l'objectif de Yoshihiro est de traverser le détroit Noryang, liant Konishi et la retraite du Japon. L'amiral coréen Yi Sun-sin, qui avait obstrué Yoshiaki, meurt dans cette bataille. Ensuite, Yoshihiro sauve les commandants japonais et retourne au Japon.
À la bataille de Sekigahara en 1600, Yoshihiro est censé prendre le parti de Tokugawa Ieyasu, mais il est écrasé par Mototada Torii en arrivant au château de Fushimi et après avoir été humilié ; il prit donc parti pour Ishida Mitsunari. Pourtant, Yoshihiro ne peut pas aussi bien s'entendre avec Mitsunari, qui n'a pas entièrement écouté le plan de Yoshihiro qui concoctait une attaque surprise de nuit, la veille de la bataille proprement dite. Le jour de la bataille, Yoshihiro et ses 1 500 guerriers restent sur la terre ferme et ne se battent pas du tout. Après que le côté de Mitsunari soit anéanti, Yoshihiro s'échoue dans au moins 30 000 soldats des troupes d'Ieyasu. Beaucoup plus nombreux, Yoshihiro essaye de faire une accusation contre Ieyasu lui-même, mais après que Shimazu Toyohisa est exigé qu'il ne se tue pas au cours d'une bataille dénuée de sens, Yoshihiro choisit plutôt de charger directement les troupes d'Ieyasu de sortir de l'autre côté. Toyohisa et la majeure partie des troupes meurent, mais la charge et la retraite sont un succès et ont blessé mortellement Ii Naomasa. Après avoir repoussé la poursuite, il prend son épouse à Sumiyoshi dans la province de Settsu et retournent à la province de Satsuma en bateau.[pas clair]
Après avoir reconnu pourquoi et comment Yoshihiro s'est comporté sur le champ de bataille, Ieyasu conserve le territoire du clan Shimazu et laisse le fils de Yoshihiro, Shimazu Tadatsune, lui succéder. Yoshihiro se retire à Sakurajima et enseigne à des jeunes générations. Il meurt en 1619 et plusieurs de ses serviteurs qui avaient combattu à ses côtés le suivent en se suicidant.
Yoshihiro a été l'essentiel[pas clair] du clan Shimazu, et Ieyasu et Hideyoshi ont essayé de diviser le clan en traitant correctement Yoshihiro, mais le mauvais traitement du frère aîné, Yoshihisa, n'a pas réussi. Il a été un fidèle bouddhiste, et a construit un monument pour les troupes ennemies de la guerre Imjin.

## Yoshihiro dans la culture populaire
Son personnage se trouve dans Pokémon Conquest. Son neveu, Shimazu Toyohisa, est le personnage principal du manga Drifters.

## Source de la traduction
- (en) Cet article est partiellement ou en totalité issu de l’article de Wikipédia en anglais intitulé « Shimazu Yoshihiro » (voir la liste des auteurs).